# 小島和也
小島 和也（こじま かずや、1984年5月16日 - ）は、日本の男性ベーシスト。本名同じ。スリーピースロックバンド・back numberのメンバーである。群馬県伊勢崎市出身。血液型はO型。既婚。

## 来歴
- 2005年10月、初代ベーシストが脱退したため、back numberのメンバーとして正式に加入。
- 2018年11月、一般人と結婚したことを公表した[1]。

## 人物
群馬県立伊勢崎工業高等学校を中退。中退するなら出て行けと言われ、家族とは勘当のような状態になっていたが、清水依与吏によれば、今ではback numberを1番応援しているらしい。
スギやヒノキなどの花粉症持ちなため、日常ではマスクを欠かさずつけている。
ベースを始めた契機は小学2年生の頃に幼なじみの先輩がLUNA SEAの「ROSIER」を聴いていた影響である。その2年後にベースを始めた。
身長175cm。妹が二人おり、長男である。趣味はダーツ。学生時代は野球部に所属していた。
back numberに加入以前の高校時代にNOTHINGというバンドを組んでCDを出し、1万枚を売り上げた。
木梨憲武のファンであることをミュージックステーションで、公表している。小島自身によると、木梨の実家である東京都世田谷の「木梨サイクル」に足を運んだことがあると言う。（その時は丁度定休日だった）
Twitterを十年以上前から利用しているが、フォロワーの数が、スタッフが運営するTwitterの方が約２倍多い。そのことを「back numberのオールナイトニッポン」で清水から「業務連絡の方が（フォロワーの数）多いってどうなってるんだよ」と、いじられたこともあった。
ラジオ番組「サウンドクリエイターズ・ファイル」2015年11月15日放送回によると、ドラムの栗原寿が加入前に一度、サポート役として、back numberの演奏に加わった際に、「お前のドラムが良かったから、歌っちまったじゃねぇかよ」と、演奏終了後栗原に言ったらしい。（栗原は「ものすごく覚えている」と発言していたが、小島本人は覚えていなかった）
小島和也のファンは通称「宝」と呼ばれている。
scent of humor tour 2022で、右目が1.5、左目が0.3の究極のガチャ目であることを明かした。
そして最近、車の運転中(T字路の一時停止中)に歩いていた小学生に「ででん！問題です！」と絡まれたことも明かしている。